# Đuro Kladarin
Đuro Kladarin, hrvaški general in politik * 21. avgust 1916, † 29. januar 1987.

## Življenjepis
Leta 1939 je postal član KPJ in leta 1941 je pomagal organizirati NOVJ; med vojno je bil politični komisar več enot.
Po vojni je nadaljeval s politično kariero.